# Echinorhynchus pachyacanthus
Echinorhynchus pachyacanthus är en hakmaskart som beskrevs av Sonsino 1889. Echinorhynchus pachyacanthus ingår i släktet Echinorhynchus och familjen Oligacanthorhynchidae. Inga underarter finns listade i Catalogue of Life.